# Los pazos de Ulloa
Los pazos de Ulloa es una novela de Emilia Pardo Bazán (1851-1921) publicada por primera vez en 1886. Forma un díptico con La madre naturaleza, publicada en 1887.
Se trata, dentro del realismo literario español, de la novela que mejor ejemplifica la corriente naturalista, al reflejar la aceptación de las teorías positivistas aplicadas a la literatura por el escritor francés y padre del naturalismo Émile Zola.
En 1985 fue se estrenó una teleserie homónima, basada en esta novela y en su continuación, dirigida por Gonzalo Suárez.

## Argumento
Julián Álvarez, joven y apocado sacerdote, se dirige a los Pazos de Ulloa para servir a Pedro Moscoso (a quien todos llaman marqués) como administrador, por recomendación del tío del noble. Nada más llegar a los Pazos, situados en una zona rural de Galicia, el sacerdote se escandaliza por el decadente estado del palacio y el comportamiento de Pedro y sus empleados: el palacio está en un estado ruinoso, la biblioteca y las cuentas abandonadas, la capilla desatendida por el actual abad, Pedro, quien en realidad no es marqués puesto que el título fue vendido, es ignorante y rústico aunque se da aires de gran señor. Pasa la mayor parte del tiempo de cacería rodeado de personajes de mala reputación. El mayordomo de la finca, Primitivo, un aldeano astuto y violento, controla todos los negocios del marqués y tiene atemorizados a los demás empleados e incluso al propio marqués. Su hija Sabel trabaja como cocinera en los Pazos y es la amante de Pedro, con quien tiene un hijo ilegítimo de unos cinco años llamado Perucho. Perucho se cría desatendido y casi salvaje en los Pazos. Sabel coquetea abiertamente con Julián y recibe a una cohorte de aldeanas en la cocina, aprovisionándolas de la despensa del marqués. En el pueblo cercano, Cebre, los caciques liberal y conservador se disputan el control de la comarca.
Julián decide marcharse de los Pazos sintiendo que su honra de sacerdote está siendo puesta en duda si sigue consintiendo el amancebamiento de Pedro y Sabel. Cuando se dispone a despedirse del Marqués, presencia una violenta escena de celos entre el marqués y Sabel, quien ha estado bailando con un gaitero en Naya.
Julián aconseja a Pedro que cambie de comportamiento y de sociedad, pero Pedro le confiesa sus temores acerca de Primitivo y que, aunque desea despedir a Sabel, teme las represalias del padre de ésta. Julián le convence de que se marche con él a Santiago de Compostela y busque esposa entre sus primas casaderas. Pedro acepta entusiasmado. De camino a la estación, Primitivo se dispone a disparar sobre Julián, pero el marqués adivina las intenciones de su mayordomo y lo para a tiempo.
En Santiago de Compostela, Pedro es recibido en casa de su tío Manuel Pardo de la Lage, quien también es un noble arruinado que guarda las apariencias. Manuel recibe con agrado la visita del sobrino intuyendo sus intenciones de elegir esposa entre sus hijas. Las señoritas de la Lage son cuatro: Rita, la más bella y alegre; Manolita a quien su padre pretende casar con un rico de Santiago; Marcelina (Nucha), la más discreta, y Carmen, la más joven, enamorada de un estudiante de medicina para disgusto de su padre. Aunque inicialmente Pedro se siente atraído por Rita, decide pedir la mano de Nucha después de que Julián le confiese que si él mismo tuviese que elegir entre las señoritas de la Lage, se decantaría por ella debido a su buen carácter y piadosas maneras. También le menciona que la madrina de Nucha es una rica anciana sin herederos.
Nucha y Pedro se casan en Santiago de Compostela, y después de una temporada, Pedro, cansado de las discusiones con su suegro acerca de política, y de no ser el señor de la casa, decide volver a los Pazos. Pedro envía a Julián primero para despedir a Primitivo y a Sabel antes de la llegada de los nuevos esposos. Julián se encuentra el comportamiento de Sabel y Primitivo completamente cambiado. Ambos son amables y dóciles. Primitivo le cuenta al sacerdote que Sabel va a casarse con el gaitero de Naya y dejar su empleo. Julián no encuentra valor para despedir a Primitivo y se excusa a sí mismo pensando que sólo es necesario esperar un poco a que Sabel se case.
Cuando los esposos llegan a los Pazos, Nucha le confiesa a su esposo que está embarazada. Pedro se ilusiona ante la perspectiva de tener un hijo varón con Nucha. Los nuevos esposos frecuentan la limitada sociedad de las aldeas vecinas a los Pazos, como los señores de Limioso, todos arruinados nobles con más presunción que fortuna. 
El tiempo pasa y Sabel no se casa con el gaitero. Sabel continúa siendo la cocinera de los Pazos y Primitivo el mayordomo por dejadez de Pedro y Julián.
La salud de Nucha se deteriora durante el embarazo. Tras un parto difícil, da a luz a una niña. Pedro se muestra disgustado por el sexo del bebé y se distancia poco a poco de su esposa, reiniciando su relación con Sabel. Julián, sin embargo, centra su devoción en Nucha y su niña. Perucho disfruta mucho jugando con el bebé hasta que un día Nucha, al comentar que los niños se quieren como hermanos, se da cuenta de que Perucho es hijo de su marido por la cara turbada de Julián. Nucha prohíbe a Perucho acercarse a ella o a su hija. A partir de entonces la relación de Nucha con su marido se deteriora. Julián advierte signos de maltrato físico en Nucha. Sabel y Primitivo vuelven a tomar el control de los Pazos y Nucha vive atemorizada por ellos. 
En Cebre, los simpatizantes del partido conservador proponen a Pedro como candidato a diputado en Madrid por la región. Aunque es el candidato favorito, pierde las elecciones de manera flagrante. El cacique conservador se entera de que el propio Primitivo ha amenazado a los votantes para que voten al candidato liberal, y envía a un sicario a matar a Primitivo.
Nucha le pide a Julián que la ayude a escaparse con su hija a Santiago a casa de su padre, ya que teme por la vida de su hija si ella muere, puesto que Manolita es la única heredera de Pedro aparte del bastardo Perucho. Perucho avisa a su abuelo Primitivo de que la Señora está hablando a solas con Julián. Primitivo le promete dinero a su nieto si va a contarle al marqués que su mujer se está entrevistando a solas con el cura con la intención de que este crea que mantienen una relación secreta. Perucho así lo hace. Pedro, piensa que el cura tiene una relación ilegítima con su mujer y se dirige furioso a la iglesia. En el camino, se encuentra el cuerpo sin vida de Primitivo, abatido de un tiro por el sicario de Barbacana. Pedro encuentra a su mujer hablando con el cura en la sacristía y da por hecho que su mujer le engaña con el sacerdote. Pedro despide a Julián en el momento.
El cura retorna a Santiago y es destinado a una aldea rural en Galicia, donde unos años después recibe noticias de la muerte de Nucha. Diez años más tarde Julián recibe órdenes de volver a los Pazos de nuevo. Nada más llegar visita la tumba de Nucha. Cuando está rezando en el cementerio aparecen Perucho y Manolita. El cura se asombra al observar que Perucho va bien vestido mientras que Manolita va casi descalza.
Así termina la novela, que continúa en la segunda parte La madre naturaleza.

## Género
Los pazos de Ulloa, la más importante de las obras de Pardo Bazán, refleja las contradicciones de la autora y de la sociedad de su época. Pretendidamente naturalista (y considerada como tal por la crítica de su época), la novela también presenta elementos de la novela realista e incluso gótica. La intención de la autora era crear un "Naturalismo católico", lo cual se puede ver claramente en algunos elementos de Los Pazos de Ulloa. Por un lado, el "temperamento linfático" de Julián le incapacita para cualquier tipo de heroísmo: esto es naturalismo en estado puro, la biología determina el carácter. Sin embargo, y en cierto modo contradictoriamente, en la descripción de Nucha la causalidad se invierte. La salud de Nucha sufrió por su devoción; de joven agotó sus fuerzas llevando en brazos a su hermano, y luego cayó enferma de nostalgia cuando la alejaron de él. La importancia del alma y las emociones en Nucha apoyan la convicción de Pardo Bazán (expresada en La cuestión palpitante) de que la vida humana se forma a partir de la fatalidad y la voluntad, mientras que la naturaleza se forma sólo a partir de la fatalidad.

## Estilo
En Los pazos de Ulloa, Pardo Bazán plasma la vida gallega del medio rural. Sin embargo, la realidad del siglo XIX separaba tajantemente la práctica lingüística en dos vertientes irreconciliables: el castellano urbano de la burguesía y de los viejos hidalgos, y el gallego de los campesinos y de las clases más desfavorecidas. Pardo Bazán es perfectamente consciente del serio problema que se le plantea al plasmar las voces de los personajes santiagueses y los de la montaña orensana. Dadas las diferencias entre el gallego y el castellano, se enfrenta al dilema de mantener las locuciones de los personajes en su gallego "original" (haciéndolas, en muchos casos, incomprensibles para el lector castellano) o traducirlas, perdiendo el sabor local y el realismo que busca en la novela. La solución que adoptó fue la elaboración de un habla artificial, manipulada por ella misma, no demasiado alejada de la lengua usual del campesino. Se trata de un constructo lingüístico suficientemente verosímil para lograr infundir al texto la fuerza verística de la Galicia interior, ese «país de lobos» al que se refieren Julián y, más tarde, el narrador de Los Pazos de Ulloa. Pero, también, su fuerte hibridismo castellano-gallego muestra el interés de la autora por llegar a sus lectores. Los esfuerzos de Pardo Bazán para evitar problemas de comprensión se hacen patentes en algunas estrategias seguidas, tales como el empleo de la cursiva para destacar una voz gallega, el que inmediatamente se dé su significado en castellano, o la semitraducción y castellanización en que se presentan algunos términos.

## Temas

### El caciquismo
Tras la Revolución de 1868, Isabel II fue obligada a deponer la corona tras la presión de los grupos anti-monárquicos; la profunda inestabilidad política derivada de estos hechos daría espacio a la creación de un plebiscito y a la convocatoria de elecciones generales, donde el caciquismo (única forma en que el poder se extendía a las zonas rurales) cobraría el mayor protagonismo, filtrándose, inclusive, a la literatura. Los Pazos de Ulloa explora los porqués del caciquismo y sus consecuencias entre los paisanos de menor rango.

### La vida rural
La oposición entre entorno rural/urbano se refleja en la novela a través de las dos mujeres de Pedro. Sabel, la amante de Pedro e hija de Primitivo, es descrita como "la reina de aquella pequeña corte" que refleja su propio poder en la aldea. Aunque Sabel es una mujer, ella trabaja dentro de los límites de su sexo para controlar todo lo que puede. Usa su sensualidad para ganar control en la aldea. Por ejemplo, después del casamiento de Pedro con Nucha, ella todavía sigue teniendo relaciones con él como medio para mantener su posición. Este control muestra el papel más dominante que tiene Sabel en comparación con las otras mujeres en la novela. Nucha es lo opuesto a Sabel en su papel; es una mujer típica de esta época: es la pintura de inocencia; Julián recomienda a Nucha como esposa de Pedro porque ella es la mejor de las hermanas desde el punto de vista religioso. Julián dice que ella es "el tipo ideal de la bíblica esposa". En el entorno corrupto e inmoral de la aldea, Nucha se marchita hasta perder la vida: es el triunfo de la Naturaleza sobre la Religión.

### Las clases sociales
Son conocidas las ideas de Emilia Pardo Bazán con respecto a la clase social a la que pertenece y al desprecio que manifiesta hacia las clases inferiores. Julián se hace eco de estas opiniones en algunos episodios de Los Pazos de Ulloa; así, cuando increpa al marqués por mantener relaciones con una simple criada (cap. VIII), no censurando tanto el hecho pecaminoso, como la clase de la persona con quien se lleva a cabo; por eso le aconseja ir a Santiago donde hay «tantas señoritas buenas y honradas» y podrá casarse «con persona de su esfera». 22

### El determinismo
Lo fundamental del naturalismo de Pardo Bazán es precisamente la no aceptación del determinismo filosófico, que es precisamente lo que da su razón de ser al naturalismo. Al determinismo naturalista opone Pardo Bazán el realismo, concebido como eclecticismo, tan caro a ella:

Si es real cuanto tiene existencia verdadera y efectiva, el realismo en el arte nos ofrece una teoría más ancha, completa y perfecta que el naturalismo. Comprende y abarca lo natural y lo espiritual, el cuerpo y el alma, y concilia y reduce a unidad de oposición del naturalismo y del idealismo racional. En el realismo cabe todo, menos las exageraciones y desvaríos de dos escuelas extremas y por precisa consecuencia, exclusivistas.

El resto es mera repetición: se rechaza la pornografía, se acepta el elemento científico (no determinista), aprueba el lenguaje bajo, popular, y la presencia de escenas violentas, incluso escabrosas, pero solo hasta ciertos límites, respetando el decoro lingüístico, admite el método experimental, etc.